# Agostinho José Sartori
Agostinho José Sartori OFMCap (* 29. Mai 1929 in Capinzal; † 6. Juni 2012 in Pato Branco) war ein brasilianischer Ordensgeistlicher und römisch-katholischer Bischof von Palmas-Francisco Beltrão. 

## Leben
Agostinho José Sartori trat der Ordensgemeinschaft der Kapuziner bei und erhielt die erste Ausbildung in Capinzal (1937/40) und am Seminário Capuchinho in Curitiba (1941/46). In Curitiba studierte er Theologie (1946/48) und Philosophie (1948/50). An der Päpstlichen Universität Gregoriana in Rom graduierte er in Kirchenrecht. Er empfing am 15. August 1952 die Priesterweihe. Er war Professor für Philosophie der Moraltheologie und Kirchenrecht, Vize-Rektor des Seminars der Kapuziner sowie Rektor des Theologischen Instituts von Curitiba. Er war unter anderem Präsident der Konferenz der Kapuziner in Brasilien.
Papst Paul VI. ernannte ihn am 16. Februar 1970 zum Bischof von Palmas-Francisco Beltrão mit Sitz in Palmas. Der Apostolische Nuntius in Brasilien, Erzbischof Umberto Mozzoni, spendete ihm am 16. Februar desselben Jahres die Bischofsweihe; Mitkonsekratoren waren Geraldo Claudio Luiz Micheletto Pellanda CP, Bischof von Ponta Grossa, und Pedro Antônio Marchetti Fedalto, Erzbischof von Curitiba.
Am 13. November 2004 nahm Papst Johannes Paul II. seinen altersbedingten Rücktritt an.